# Retinoscopia
Retinoscopia é o nome inicialmente dado a análise da reflexão da luz na retina. O nome Retinoscopia não é um nome apropriado tecnicamente, porém é o adotado, uma vez que se analisa o reflexo da retina e não a retina. É também denominada de esquiascopia, que significa a análise da sombra.
Este reflexo pode ser obervado e a sua avaliação permite deduzir o estado refrativo e também da superfície da retina. Este aparelho não permite ver a retina e sim a luz que é refletida por ela.

## Objetivo

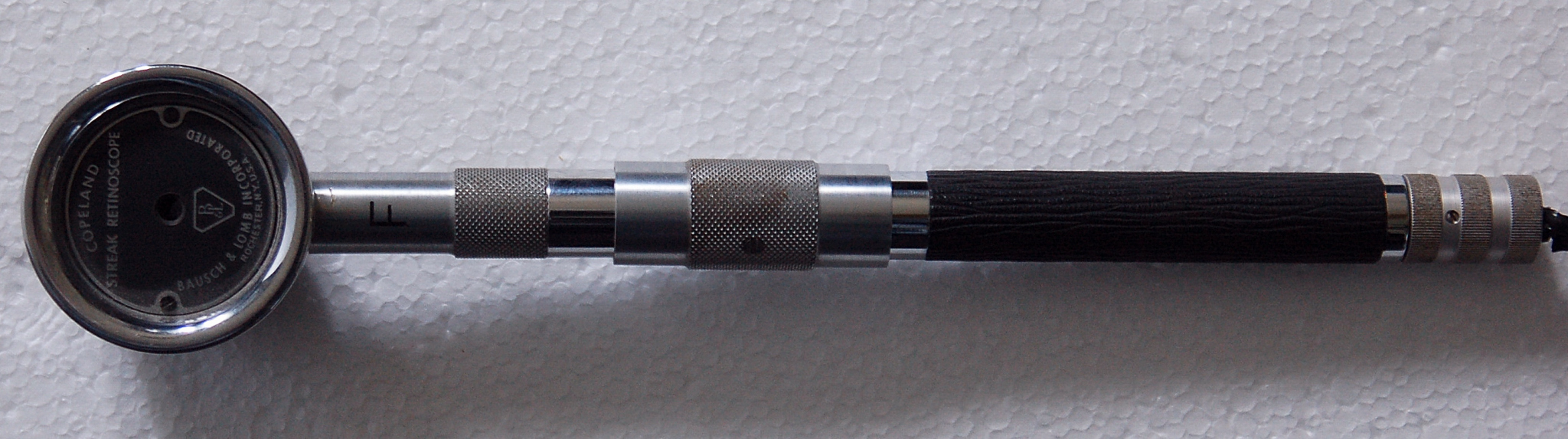
Retinoscópio

O aparelho com o qual a esquiascopia ou retinoscopia é realizado, chama-se retinoscópio. O objetivo do exame é avaliar o comportamento da frente de onda emitida pelo retinoscópio e refletida pela retina do olho humano. Os resultados do exame vão detectar a existência da necessidade de compensação visual (erros refrativos): miopia, hipermetropia e astigmatismo. 
Para a prática da optometria assim como a oftalmologia este procedimento é de grande valia, pois através da esquiascopia, é possível realizar a refração objetiva (que depende somente do objeto, ou seja, possuir o valor da compensação óptica sem a necessidade das respostas do examinado).
A frente de onda emitida pelo retinoscópio é em formato de fenda. A luz refletida pela retina passa através do orifício da íris ("pupila").
O profissional de saúde habilitado para realizar este exame é o  oftalmologista, ou o optometrista. O examinador manipula o retinoscópio visualizando o olho do paciente examinado, a uma distância determinada pela ocular do aparelho. A avaliação do comportamento da luz refletida é executada movimentando o aparelho em torno de seu próprio eixo e perpendicular ao seu eixo com amplitude de movimento de tal maneira a que passe de um lado para outro do orifício da íris ("pupila"). Se o reflexo retiniano movimentar no mesmo sentido do movimento do retinoscópio indica que o olho é hipermétrope, caso contrario o reflexo seja contra o movimento do retinoscópio indica que o olho é míope, a avaliação do astigmatismo é feita em relação à inclinação da luz refletida em forma de fenda luminosa pelo retinoscópio em relação ao ao sistema "TABO".